# 31e cérémonie des Goyas
La 31e cérémonie des Goyas (ou Premios Goya), organisée par l'Academia de las artes y las ciencias cinematográficas de España, a eu lieu le 4 février 2017 au palais municipal des congrès de Madrid et a récompensé les films sortis en 2016.

## Palmarès

### Meilleur film
- La Colère d'un homme patient (Tarde para la ira)
  - L'Homme aux mille visages (El hombre de las mil caras) de Alberto Rodríguez
  - Julieta de Pedro Almodóvar
  - Que Dios nos perdone de Rodrigo Sorogoyen
  - Quelques minutes après minuit (A Monster Calls) de Juan Antonio Bayona

### Meilleur réalisateur
- Juan Antonio Bayona pour Quelques minutes après minuit
  - Pedro Almodóvar pour Julieta
  - Alberto Rodríguez pour L'Homme aux mille visages (El hombre de las mil caras)
  - Rodrigo Sorogoyen pour Que Dios nos perdone

### Meilleur acteur
- Roberto Álamo pour Que Dios nos perdone
  - Luis Callejo pour son rôle dans La Colère d'un homme patient (Tarde para la ira)
  - Antonio de la Torre pour son rôle dans La Colère d'un homme patient (Tarde para la ira)
  - Eduard Fernández pour L'Homme aux mille visages (El hombre de las mil caras)

### Meilleure actrice
- Emma Suárez pour Julieta
  - Penélope Cruz pour son rôle dans La Reine d'Espagne (La Reina de España)
  - Bárbara Lennie pour son rôle dans María (y los demás)
  - Carmen Machi pour son rôle dans La puerta abierta

### Meilleur acteur dans un second rôle
- Manolo Solo pour La Colère d'un homme patient (Tarde para la ira)
  - Karra Elejalde pour son rôle dans 100 mètres (100 metros)
  - Javier Gutiérrez pour son rôle dans L'Olivier (El olivo)
  - Javier Pereira pour son rôle dans Que Dios nos perdone

### Meilleure actrice dans un second rôle
- Emma Suárez pour La propera pell
  - Terele Pávez pour son rôle dans La puerta abierta
  - Candela Peña pour son rôle dans Kiki, l'amour en fête (Kiki, el amor se hace)
  - Sigourney Weaver pour son rôle dans Quelques minutes après minuit (A Monster Calls)

### Meilleur espoir masculin
- Carlos Santos pour L'Homme aux mille visages
  - Rodrigo de la Serna pour son rôle dans Insiders (Cien años de perdón)
  - Ricardo Gómez pour son rôle dans 1898: Los últimos de Filipinas
  - Raúl Jiménez pour son rôle dans La Colère d'un homme patient (Tarde para la ira)

### Meilleur espoir féminin
- Anna Castillo pour L'Olivier (El olivo)
  - Belén Cuesta pour son rôle dans Kiki, l'amour en fête (Kiki, el amor se hace)
  - Ruth Díaz pour son rôle dans La Colère d'un homme patient (Tarde para la ira)
  - Silvia Pérez Cruz pour son rôle dans Cerca de tu casa

### Meilleur scénario original
- Raúl Arévalo et  David Pulido pour La Colère d'un homme patient (Tarde para la ira)
  - Jorge Guerricaechevarría pour Insiders (Cien años de perdón)
  - Paul Laverty pour L'Olivier (El olivo)
  - Isabel Peña et Rodrigo Sorogoyen pour Que Dios nos perdone

### Meilleur scénario adapté
- Alberto Rodríguez pour L'Homme aux mille visages
  - Pedro Almodóvar pour Julieta
  - Paco León et Fernando Pérez pour Kiki, l'amour en fête (Kiki, el amor se hace)
  - Patrick Ness pour Quelques minutes après minuit (A Monster Calls)

### Meilleure direction artistique
- Quelques minutes après minuit - Eugenio Caballero

### Meilleur nouveau réalisateur
- Carla Simón pour Été 93

### Meilleurs costumes
- 1898 los ultimos de flilipinas  - Paolo Torres

### Meilleurs maquillages et coiffures
- Quelques minutes après minuit -  David Martí et Marese Langan

### Meilleure photographie
- Quelques minutes après minuit - Óscar Faura

### Meilleur montage
- Quelques minutes après minuit - Bernat Vilaplana et Jaume Martí

### Meilleur son
- Quelques minutes après minuit -  Peter Glossop, Oriol Tarragó et Marc Orts

### Meilleurs effets visuels
- Quelques minutes après minuit

### Meilleure direction de production
- Quelques minutes après minuit - Sandra Hermida

### Meilleure musique originale
- Quelques minutes après minuit - Fernando Velázquez

### Meilleur film européen
- Elle de Paul Verhoeven  France

### Meilleur film étranger en langue espagnole
- Citoyen d'honneur (El ciudadano ilustre) de Gastón Duprat et Mariano Cohn  Argentine

### Meilleur film d'animation
- Psiconautas (Psiconautas, los niños olvidados) d'Alberto Vázquez et Pedro Rivero

### Prix Goya d'honneur
- Ana Belén